# Georg N. Koskinas

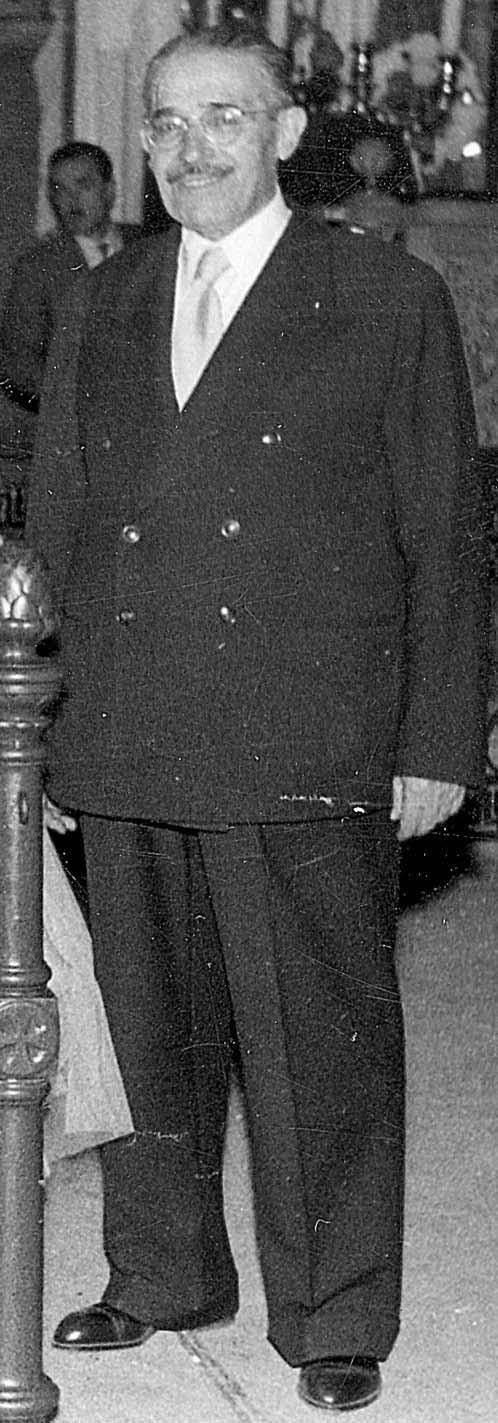
Georg Koskinas

Georg N. Koskinas (Geraki, cerca de Esparta, 1 de diciembre de 1885 - Atenas, 8 de julio de 1975) fue un neurólogo-psiquiatra griego. Estudió medicina en la Universidad de Atenas (1910), y se formó en la Clínica de Psiquiatría y Neurología del Hospital Aiginiteion con Michel Catsaras, alumno de Jean-Martin Charcot (1825-1893).

## Vida y carrera
Entre 1916 y 1927 trabajó en la Nervenklinik de la Universidad de Viena en neuropatología y neuroanatomía con Heinrich Obersteiner (1847-1922) y Otto Marburg (1874-1948). En 1925, Koskinas publicó, con el neurólogo Constantin von Economo (1876-1931), el monumental Cytoarchitektonik der Hirnrinde des erwachsenen Menschen (Citoarquitectura de la corteza cerebral humana adulta).
Junto con el neuropatólogo Ernst Sträussler (1872-1959) en la Clínica Psiquiátrica de Julius Wagner-Jauregg (1857-1940) estudió la terapia de la malaria en la demencia paralítica o paresia general del loco, una complicación de la sífilis terciaria.
Tras volver a Grecia en 1927 ejerció la psiquiatría y neurología en Kifissia, un suburbio del norte de Atenas.